# 강재욱
강재욱(1985년 4월 5일 ~ )은 대한민국의 축구 선수이다.

## 수상

#### FC 서울
- K리그 클래식

우승 (1): 2010
준우승 (1) 2008

#### 포천 시민축구단
- K3 챌린저스리그

우승 (2): 2012 2013
최우수 GK상 (2) 2012 2013